# Angus MacLise
Angus MacLise (Bridgeport, 14 marzo 1938 – Katmandu, 21 giugno 1979) è stato un musicista e poeta statunitense, conosciuto soprattutto per essere stato uno dei membri fondatori dei Velvet Underground e il loro primo batterista.

## Biografia
Angus MacLise si diplomò alla Forest Hills' High School (Queens, New York) nel 1956 dove si era trasferito per studiare geologia. Iniziò a specializzarsi nel suonare le percussioni suonando con diversi gruppi jazz. Nel 1961 MacLise divenne membro dell'ensamble musicale Theatre of Eternal Music diretto da La Monte Young, insieme a John Cale, Tony Conrad, Marian Zazeela e Terry Riley. Contribuì alla nascita della rivista VTre del movimento artistico Fluxus, edita da George Brecht, compose e suonò musica strumentale per il Theatre of the Ridiculous di John Vacarro (la compagnia teatrale che mise in scena Whores of Babylon e Hot Turds in Hell) e fu anche uno dei membri originari del gruppo rock d'avanguardia The Velvet Underground, essendo stato portato nel gruppo dall'amico John Cale quando i due dividevano un loft al numero 56 di Ludlow Street a New York.
MacLise suonava i bonghi nel 1965 con la prima incarnazione della band. Nonostante sia stato a tutti gli effetti il primo batterista dei Velvet Underground, non registrò mai nulla ufficialmente con il gruppo, e viene spesso considerato come una sorta di figura mitica e dai contorni leggendari nella storia della band. MacLise non suonò neppure nel famoso nastro demo che Reed, Cale e Morrison registrarono nel luglio 1965 e che conteneva le prime versioni embrionali di canzoni poi divenute celebri come Heroin, Venus in Furs e The Black Angel's Death Song. Quando i Velvet Underground ebbero la loro prima opportunità di esibirsi dietro compenso nel novembre 1965, MacLise abbandonò immediatamente il gruppo, convinto che la band si stesse svendendo al sistema.
MacLise venne rimpiazzato da Maureen Tucker, sorella di un amico di Sterling Morrison e così si venne a creare la formazione "classica" dei Velvet Underground. Nel 1966, quando il cantante dei Velvet Underground Lou Reed era ricoverato in ospedale per un'epatite, MacLise ritornò temporaneamente nel gruppo per qualche concerto.
Dopo aver lasciato nuovamente i Velvet Underground, Angus viaggiò in giro per il mondo attraverso il Nord Africa, l'India, la Grecia, il Sud Est asiatico e infine si stabilì in Nepal.
Studioso dell'occultista Aleister Crowley (prima di morire, MacLise stava lavorando a una riduzione cinematografica di un'opera di Crowley, Diario di un drogato), iniziò anche ad appassionarsi al misticismo tibetano e alla religione buddista.
Morì di tubercolosi e ipoglicemia a Kathmandu nel 1979, all'età di 41 anni.

### Attività come musicista
MacLise registrò molto materiale che rimase inedito fino al 1999. Queste registrazioni, prodotte tra la metà degli anni sessanta e la fine dei settanta, consistono principalmente di musiche tribali, recitativi e poesie minimali declamate con l'accompagnamento di musica elettronica sperimentale. 
Alcuni titoli della discografia di Maclise pubblicati postumi sono:
- The Invasion of Thunderbolt Pagoda (Siltbreeze, 1999)
- Brain Damage in Oklahoma City (Siltbreeze, 2000)
- The Cloud Doctrine (Sub Rosa, 2002)
- Astral Collapse (Locust, 2003)
- The Invasion of Thunderbolt Pagoda (DVD, Bastet/Saturnalia, 2006)

Oltre alle sue registrazioni private e ai concerti con i Velvet Underground, Angus MacLise collaborò anche con Tony Conrad, John Cale e La Monte Young in svariate altre registrazioni:
- Inside the Dream Syndicate Vol.I: Day Of Niagara (Table of the Elements, 2000)
- Inside the Dream Syndicate Vol.III: Stainless Steel Gamelan (Table of the Elements, 2002)
- An Anthology Of Noise & Electronic Music: First A-Chronology 1921-2001/Vol.1 (Sub Rosa, 2002)

### Attività letteraria
MacLise scrisse moltissime opere, principalmente di poesia, pubblicate talvolta tramite chapbooks e plaquette in edizione estremamente limitata e continuò a farlo anche in Nepal attraversò numerose case editrici indipendenti fondate da lui stesso. La sua opera letteraria risulta oggi di difficile reperibilità e ad oggi non è mai stata raccolta in volume unico.
- The Completed Works of Angus MacLise. (stampato in proprio da Piero Heliczer, 1957)
- Straight Farthest Blood Towards. (The Dead Language, Paris, 1959)
- Year, A Wednesday Paper Supplement. (The Dead Language Press, New York, 1962)
- New Universal Solar Calendar. (George Maciunas, New York, 1969)
- Dream Weapon/Aspen #9. (Roaring Fork Press, New York, 1970)
- The Cloud Doctrine. (edizione limitata, stampato in proprio da Snyder, 1972 ristampato nel 1983, New York)
- The Cloud Doctrine. (Dreamweapon Press; Kathmandu, Nepal; 1974)
- The Subliminal Report. (Starstreams Poetry Series; Kathmandu, Nepal; 1975)
- The Map of Dusk. (SZ/Press, New York, 1984)
- Ratio:3 Volume 1. Ira Cohen, Angus MacLise, Gerard Malanga - Media Shamans (Temple Press Ltd., 1991) ISBN 1-871744-30-X
- Angus MacLise Checklist. Edited bya cura di Gerard Malanga (edizione limitata, stampato in proprio, ca. 2000)